# Ria
Ria hay ria mép là phần lông mặt mọc ở sát trên môi. Ria có thể được trang trí bằng cách cắt tỉa và tạo kiểu với một loại pomade được gọi là sáp ria.

## Lịch sử
Cạo râu bằng dao cạo đá đã có thể được thực hiện từ thời đồ đá mới. Ria mép được miêu tả trên bức tượng của Hoàng hậu Ai Cập thứ 4, Rahotep (khoảng năm 2550 TCN). Một bức chân dung cổ khác cho thấy một người đàn ông đã cạo râu với ria mép là một người cưỡi ngựa Iran cổ đại (Scythia) từ năm 300 TCN.
Các nền văn hoá khác nhau đã phát triển các mối liên hệ khác nhau với ria mép. Ví dụ, ở nhiều quốc gia Ả Rập ở thế kỷ XX, ria có liên quan đến quyền lực, râu với chủ nghĩa truyền thống Hồi giáo và người ít râu ria được coi là có khuynh hướng tự do. Trong Hồi giáo, việc tỉa ria mép được coi là một sunnah và mustahabb, nghĩa là một cách sống được khuyên dùng, đặc biệt trong những người Hồi giáo Sunni. Ria mép cũng là một biểu tượng tôn giáo cho những nam giới theo tôn giáo Yarsan.
Một niềm tin truyền thống của Ấn Độ là lông mặt của một người đàn ông là một dấu hiệu của sự mạnh mẽ của anh ta. Điều này gây ra sự cố trong thời gian Raj thuộc Anh vào thế kỷ XIX, và kết quả là quan niệm về ria ở Ấn Độ có ảnh hưởng sâu sắc đến quan điểm về lông mặt của người Anh. Các sĩ quan quân đội Anh, vốn luôn cạo râu sạch sẽ cho đến thời điểm đó, đã gặp khó khăn trong việc duy trì quyền lực đối với những người lính Ấn Độ. Lính Ấn Độ coi việc lãnh đạo người Anh của họ thiếu bộ ria mép, râu cằm và râu quai nón là thiếu nam tính. Cuối cùng các sĩ quan Anh bắt đầu để ria mép và các loại lông mặt khác để có được sự tôn trọng trong quân đội. Xu hướng để ria mép lan nhanh qua quân đội và sau đó lan ra cả trong số các dân thường của Anh.

## Kiểu dáng

Các kiểu ria mép
Ria kiểu "Dalí"
Ria kiểu "Anh"
"Fu Manchu" or "Asian Dojo Master" moustache style
Ria kiểu "tay cầm"
Kiểu ria "móng ngựa"
Ria kiểu "quý tộc"
Kiểu ria "México"
Ria kiểu "tự nhiên"
Ria kiểu "bút chì"
Ria kiểu "bàn chải"

## Thư viện ảnh
Nhân vật nổi tiếng với ria mép
- Michael "Atters" Attree
- Venceslau Brás
- Tướng George Campbell của Inverneill
- Adolf Hitler
- Surrealist Salvador Dalí
- Hulk Hogan
- Richard Petty
- John Waters
- Emiliano Zapata
- Friedrich Engels
- Charlie Chaplin